# Arvydas Ivaškevičius
Arvydas Ivaškevičius (*  10. November 1956 in Rudėnai, Rajongemeinde Jonava) ist ein litauischer Politiker.

## Leben
Nach dem Abitur 1979 absolvierte er das Diplomstudium an der Fakultät für Radioelektronik am Kauno politechnikos institutas. 1979 arbeitete er als Meister und Ingenieur bei Šiaulių televizorių gamykla in Šiauliai. Von 1983 bis 1985 leistete er den Sowjetarmeedienst. Von 1985 bis 1987 arbeitete er als Technologe. Von 1987 bis 1990 war er Sekretär der Lietuvos komunistų partija im Werk und von 1990 bis 1991 zweiter Sekretär der LKP der Stadt Šiauliai. Von 1992 bis 1996 war er Mitglied im Seimas. Danach arbeitete er beim Steueramt (Valstybinė mokesčių inspekcija) am Finanzministerium Litauens.
Von 1983 bis 1991 war er Mitglied von LKP und ab 1991 von LDDP.